# Hranice (Slavošov)
Hranice (německy Hranitz) je malá vesnice, část obce Slavošov v okrese Kutná Hora. Nachází se tři kilometry severovýchodně od Slavošova. Prochází zde silnice II/126. Hranice leží v katastrálním území Hranice u Slavošova o rozloze 2,67 km².

## Historie
První písemná zmínka o vesnici pochází z roku 1391.

## Pamětihodnosti
- Zvonice stojí na návsi

## Další fotografie

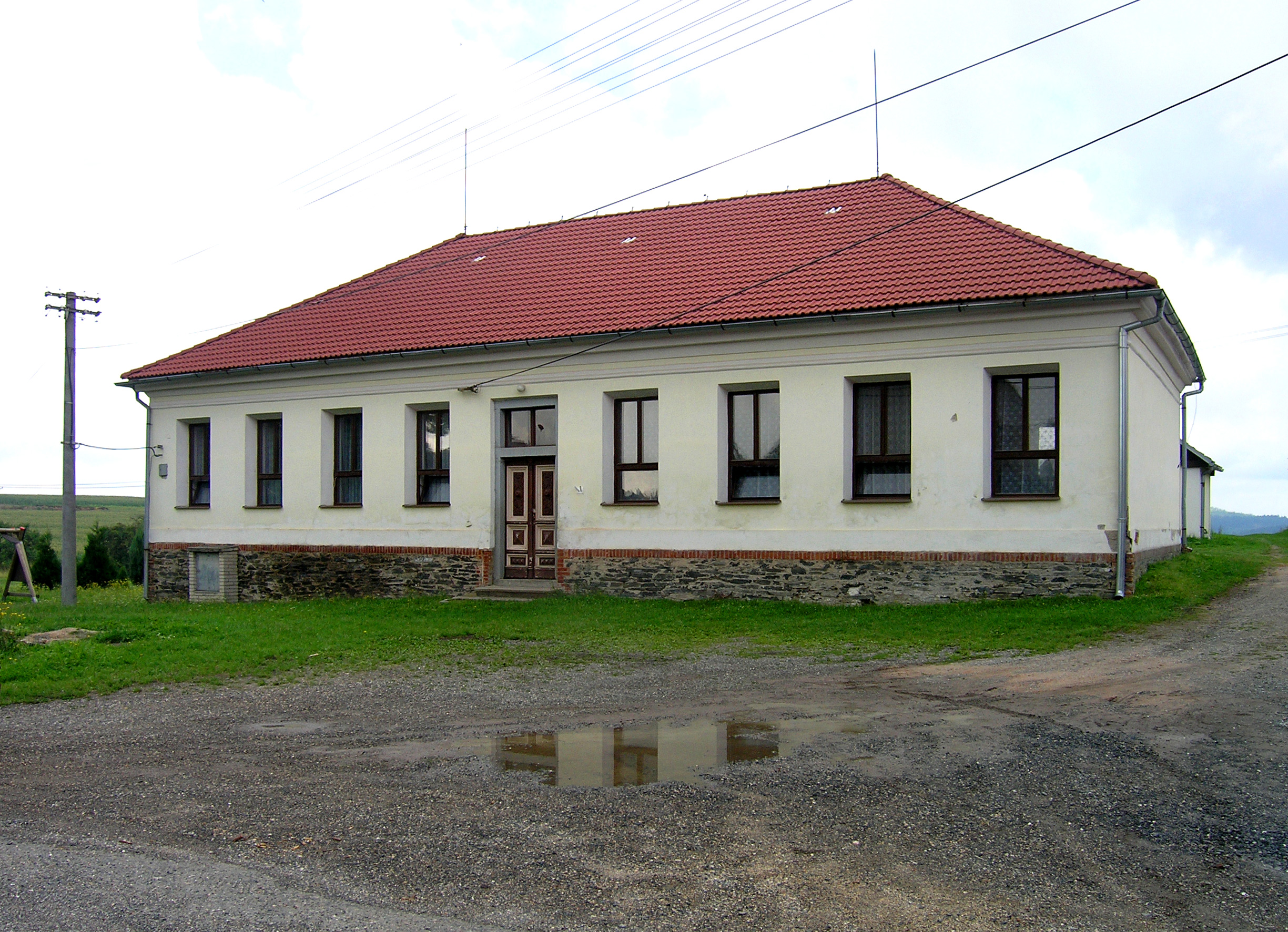
Bývalá škola
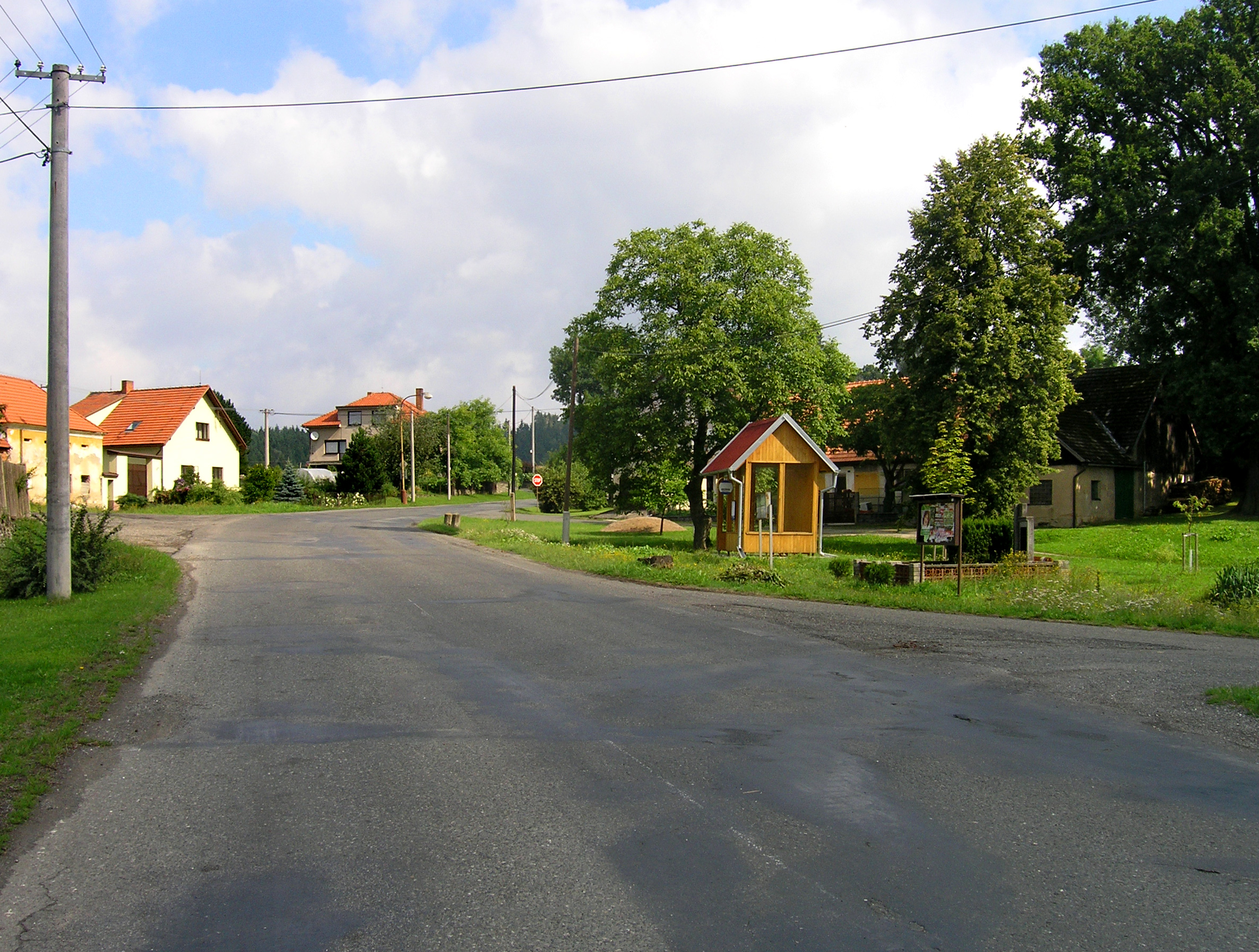
Náves se zastávkou